# 긴 지명 목록

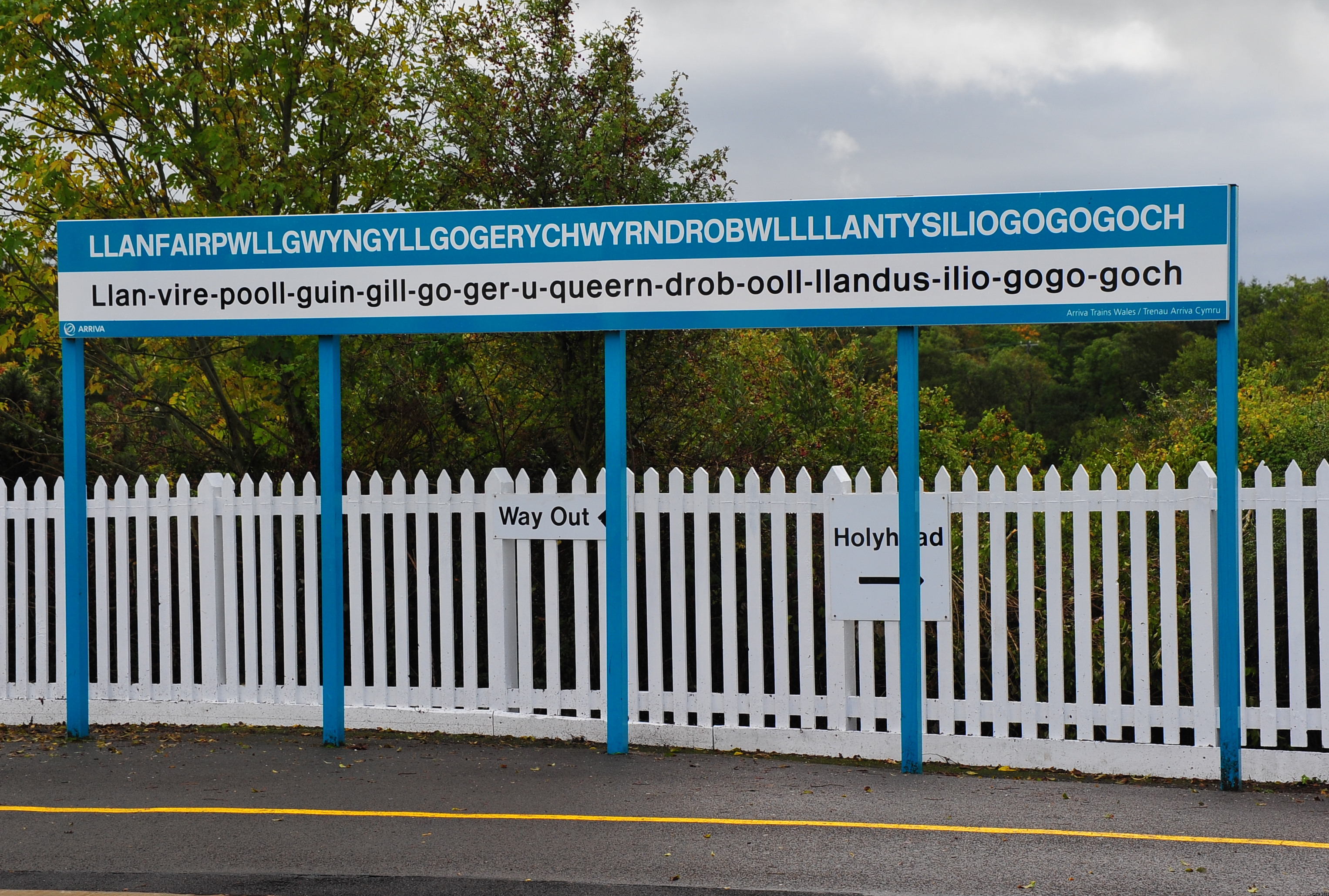
랜바이어푸흘귄기흘의 표지판

다음은 세계에서 가장 긴 지명이다.

## 단일 지명
- 타우마타와카탕이항아코아우아우오타마테아투리푸카카피키마웅아호로누쿠포카이웨누아키타나타후 (45자)
Taumatawhakatangihangakoauauotamateaturipukakapikimaungahoronukupokaiwhenuakitanatahu (85자)

줄여서 '타우마타와카탕이항아코아우아우오타마테아포카이웨누아키타나타후' (Taumatawhakatangihangakoauauotamateapokaiwhenuakitanatahu, 57자), 더 줄여서 '타우마타' (Taumata, 7자)라고 부른다. 뉴질랜드 북섬에 위치한 마오리어 지명으로, 해석하면 "타마테아라는 큰 무릎을 가진 등산가가 여행을 하다가 사랑하는 사람을 위해 피리를 불었던 정상"이란 뜻이다. <기네스 북>에도 세계에서 가장 긴 지명으로 리스트에 올랐다.
- 흘란바이르푸흘귄기흘고게러훠른드로부흘흘란더실리오고고고흐 (29자)
Llanfairpwllgwyngyllgogerychwyrndrobwllllantysiliogogogoch (58자)

줄여서 '랜바이어푸흘' (Llanfairpwll, 12자), '흘란바이어푸흘귄기흘' (Llanfairpwllgwyngyll, 20자)라고 부른다. 영국 웨일스 앵글시섬에 있는 웨일스어 지명으로, '붉은 굴의 성 터실리오 교회와 물살이 빠른 소용돌이 가까이 있는 흰색 개암나무의 분지의 성 마리아 교회'란 뜻이다. 유럽에서 가장 긴 지명이다.
- 트베이뷔펠스메테인스코트모르스도드헤스킷폰테인 (24자)
Tweebuffelsmeteenskootmorsdoodgeskietfontein (44자)

남아프리카 공화국 노스웨스트 주에 위치한 농장 이름으로, 아프리칸스어 지명이다. '두 들소가 총을 맞고 마침내 한 발 맞아 죽은 폭포'란 뜻으로, 아프리카에서 가장 긴 한 단어짜리 지명이다.
- 아스필리쿠에타가라이코사로바베레콜라레아 (21자)
Azpilicuetagaraycosaroyarenberecolarrea (39자)[1]

스페인 나바라 주 아스필리쿠에타에 위치한 바스크어 지명으로, '아즈필쿠에타 마을의 높은 울타리가 쳐진 낮은 들'이란 뜻이다.
- 처르고가고그망처바너강거모그 호수 (14자)
Chargoggagoggmanchauggagoggchaubunagungamaugg (45자)

줄여서 '처바노강거모그' (Chaubunagungamaug, 17자), '웹스터 호수' (Webster Lake, 11자)라고 부른다. 미국 매사추세츠주 웹스터에 자리한 호수로, 지역 원주민 언어인 닙무크어로 된 지명이다. 뜻은 '경계의 낚시터, 중립 회담소' 정도 된다. 미국에서 가장 긴 한 단어짜리 지명으로 여겨진다.
- 애테리치푸테리치푸올릴라우타치얭캐 (17자)
Äteritsiputeritsipuolilautatsijänkä (35자)

핀란드 라피 지역에 위치한 핀란드어 지명으로 어원은 불분명하다. 핀란드에서 가장 긴 지명이다.
- 페콰슈나마이코스콰스콰이피놔니크 (16자)
Pekwachnamaykoskwaskwaypinwanik (31자)

캐나다 매니토바주에 위치한 호수 이름으로, 지역 원주민 언어인 크리어로 된 지명이다. '야생송어가 낚시바늘로 잡히는 곳'이란 뜻으로 캐나다에서 가장 긴 지명이다.
- 보베넨드방케일라프스니슬레이흐터 (16자)
Bovenendvankeelafsnysleegte (27자)

남아프리카 공화국의 커루 지역에 위치한 농장 이름으로, 아프리칸스어로 된 지명이다. '목자르기골의 북쪽 끝'이란 뜻이다.
- 슈메데스부르테르베스테르다이히 (15자)
Schmedeswurtherwesterdeich (26자)

독일 슐레스비히홀슈타인주 슈메데스부르트 마을 외곽에 자리한 부락으로, 독일어로 된 지명이다. '스미스네 언덕마을의 서쪽 둑'이란 뜻이다.
- 안돌이지돌이다래미한숨바우 (13자)

대한민국 강원도 정선군에 자리한 길 이름으로, 행정구역상으로는 북평면 숙암리로 표기된다. '바위를 안고 등지고 나서야 겨우 지나가고 돌아가는, 다람쥐도 한숨쉬고 가는 길'이란 뜻이며, 대한민국에서 가장 긴 지명이다. 참고로 정선군에는 가장 짧은 지명인 '뙡' (임계면 도전리)도 있다.
- 벤카타나라심하라주바리페타 (13자)
Venkatanarasimharajuvaripeta (28자)

인도 안드라프라데시주에 위치한 마을로 텔루구어 지명이다. '벤카타나라심하라주 (사람 이름)의 도시'란 뜻으로, 인도에서 가장 긴 지명이며 이곳에 자리한 기차역은 세계에서 가장 긴 역명 중 하나로 꼽힌다.
- 베르흐네노보쿠틀룸베티예보 (13자)
Verkhnenovokutlumbetyevo (24자)

러시아 오렌부르크주의 마을로, 키릴 문자로는 'Верхненовокутлумбетьево' (23자)로 쓴다. 러시아어로 '쿠틀룸베트에서 이름따온 위쪽 새마을'이란 뜻으로, 러시아에서 가장 긴 지명으로 여겨진다.
- 하셀테르부르베인스헤몬트 (12자)
Gasselterboerveenschemond (25자)

네덜란드 드렌터주의 촌락으로, 네덜란드어로는 '하셀테르 아버지 습지의 삼각주'란 뜻이다. 네덜란드에서 가장 긴 지명이다.
- 야마가와오카치요가미즈 (11자), 山川岡児ヶ水

일본 가고시마현 이부스키시의 지명으로 일본에서 가장 긴 지명 중 하나이다. 근처에는 똑같은 글자수인 야마가와하마치요가미즈 (山川浜児ヶ水)가 있다.
- 벌러넌치트레어럴루인 (10자)
Bullaunancheathrairaluinn[8] (25자)

아일랜드 골웨이주에 자리한 지명으로, 아일랜드어 지명인 'Ballán an Cheathrair Álainn'를 영어식으로 읽은 것이다. '네 미녀의 벌런'이란 뜻이며 아일랜드에서 가장 긴 지명으로 꼽힌다.
- 마뭉쿠쿰푸랑쿤쭈냐 (9자)
Mamungkukumpurangkuntjunya (26자)

오스트레일리아의 사우스오스트레일리아주에 있는 언덕 이름으로, 지역 원주민의 언어인 피짠짜짜라어로 된 지명이다. '악마가 오줌을 싸는 곳'이란 뜻으로, 호주에서 가장 긴 이름이기도 하다.

## 띄어쓰기와 하이픈 포함

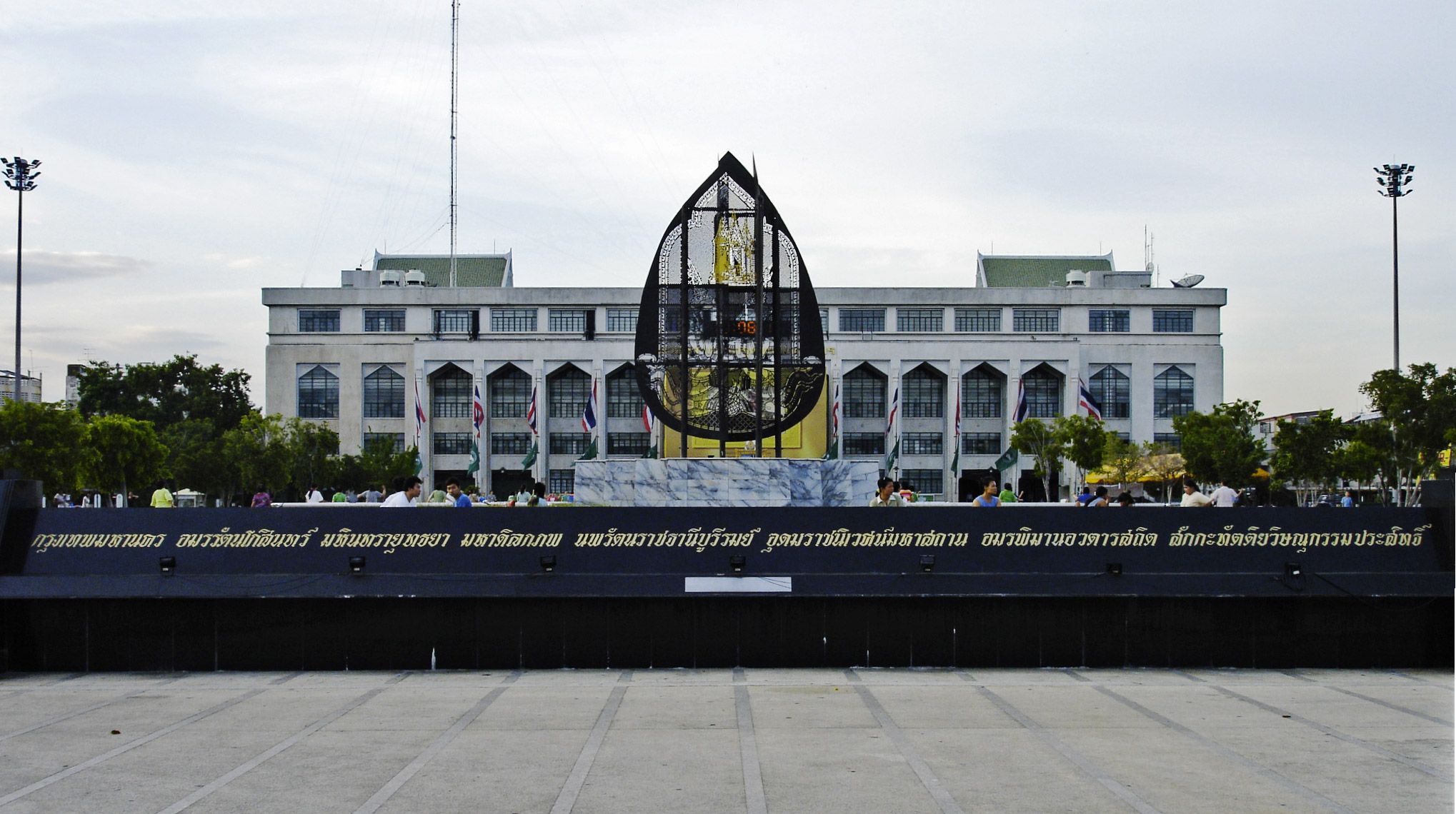
방콕의 정식 명칭. 방콕 시청 앞에 세워져 있다.

외국 지명은 국립국어원 외래어 표기법에 따라 하이픈과 띄어쓰기를 생략하고 모두 붙여 쓴다. 그러나 원어명이나 알파벳 표기상으로는 띄어쓰기와 하이픈이 존재하는 지명도 있다. 여기서는 그러한 지명들을 추렸다. 느낌을 살리기 위해 하이픈과 띄어쓰기를 그대로 표기하였다.
- 끄룽 텝 마하나콘 아몬 라따나꼬신 마힌타라 유타야 마하딜록 폽 노파랏 랏차타니 부리롬 우돔랏차니웻 마하사탄 아몬 피만 아와딴 사팃 사카타띠야 윗사누깜 쁘라싯 (87자)
กรุงเทพมหานคร อมรรัตนโกสินทร์ มหินทรายุธยา มหาดิลกภพ นพรัตนราชธานีบูรีรมย์ อุดมราชนิเวศน์มหาสถาน อมรพิมานอวตารสถิต สักกะทัตติยวิษณุกรรมประสิทธิ์ (139자)

태국의 수도 방콕의 정식 명칭. 정식 명칭으로는 가장 긴 지명이자 가장 긴 이름의 수도이기도 하다. '천사의 도시, 위대한 도시, 영원한 보석의 도시, 인드라 신의 난공불락의 도시, 아홉 개의 고귀한 보석을 지닌 장대한 세계의 수도, 환생한 신이 다스리는 하늘 위의 땅의 집을 닮은 왕궁으로 가득한 기쁨의 도시, 인드라가 내리고 비슈바카르만이 세운 도시'란 뜻이며, 워낙 길기 때문에 끄룽텝마하나콘 (7자)로 줄이거나 '방콕'이란 보편적인 명칭이 훨씬 더 많이 쓰인다.
- 비야르카요 데 마린다드 데 카스티야 라 비에하 (19자)
Villarcayo de Merindad de Castilla la Vieja (37자)

스페인 부르고스 주에 있는 지명이다.
- 파펜슐라크 바이 바이트호펜 안 데어 타이아 (18자)
Pfaffenschlag bei Waidhofen an der Thaya (40자)

오스트리아에서 가장 긴 지명이다.
- 생-레미-앙-부즈몽-생-즈네-에-이송 (13자)
Saint-Remy-en-Bouzemont-Saint-Genest-et-Isson (하이픈 포함 45자)

프랑스 마른주에 있는 코뮌으로 가장 긴 지명이다. 이 다음으로 긴 지명으로는 칼바도스주에 있는 생-제르맹-드-탈랑방드-라-랑드-보몽 (Saint-Germain-de-Tallevende-la-Lande-Vaumont, 44자), 오트손주에 있는 보이외-생-발리에-피에르쥐-제-키퇴르 (Beaujeu-Saint-Vallier-Pierrejux-et-Quitteur, 43자)가 있다.
- 스리 자야와르데네푸라 코테 (12자)
Sri Jayewardenepura Kotte

스리랑카의 수도. 통용 명칭으로는 가장 긴 이름의 수도이다. '코테'라고 줄여 부르기도 한다.
- 서튼-언더-화이트스톤클리프 (12자)
Sutton-under-Whitestonecliffe (29자)

영국 잉글랜드 노스요크셔주에 있는 작은 마을로 잉글랜드에서 가장 긴 하이픈 포함 지명이다.
- 워싱턴-온-더-브래조스 (9자)
Washington-on-the-Brazos (21자)

미국 텍사스주에 있는 지명으로, 미국에서 가장 긴 하이픈 포함 지명이다. 미국 메릴랜드주에도 윈체스터-온-더-서번 (8자) (Winchester-on-the-Severn, 21자)이란 곳이 있다.
한편 대한민국의 도로명주소 중 가장 이름이 긴 도로명은 녹산산단382로14번가길 (13자)로 부산광역시 강서구에 있다. 따라서 이 기준으로 조합 가능한 가장 긴 주소는 '부산광역시 강서구 녹산산단382로14번가길 10~29번지(송정동)' (띄어쓰기 포함 34자)이다.

## 같이 보기
- 긴 한국어 낱말